# Manuel Requena (Politiker)

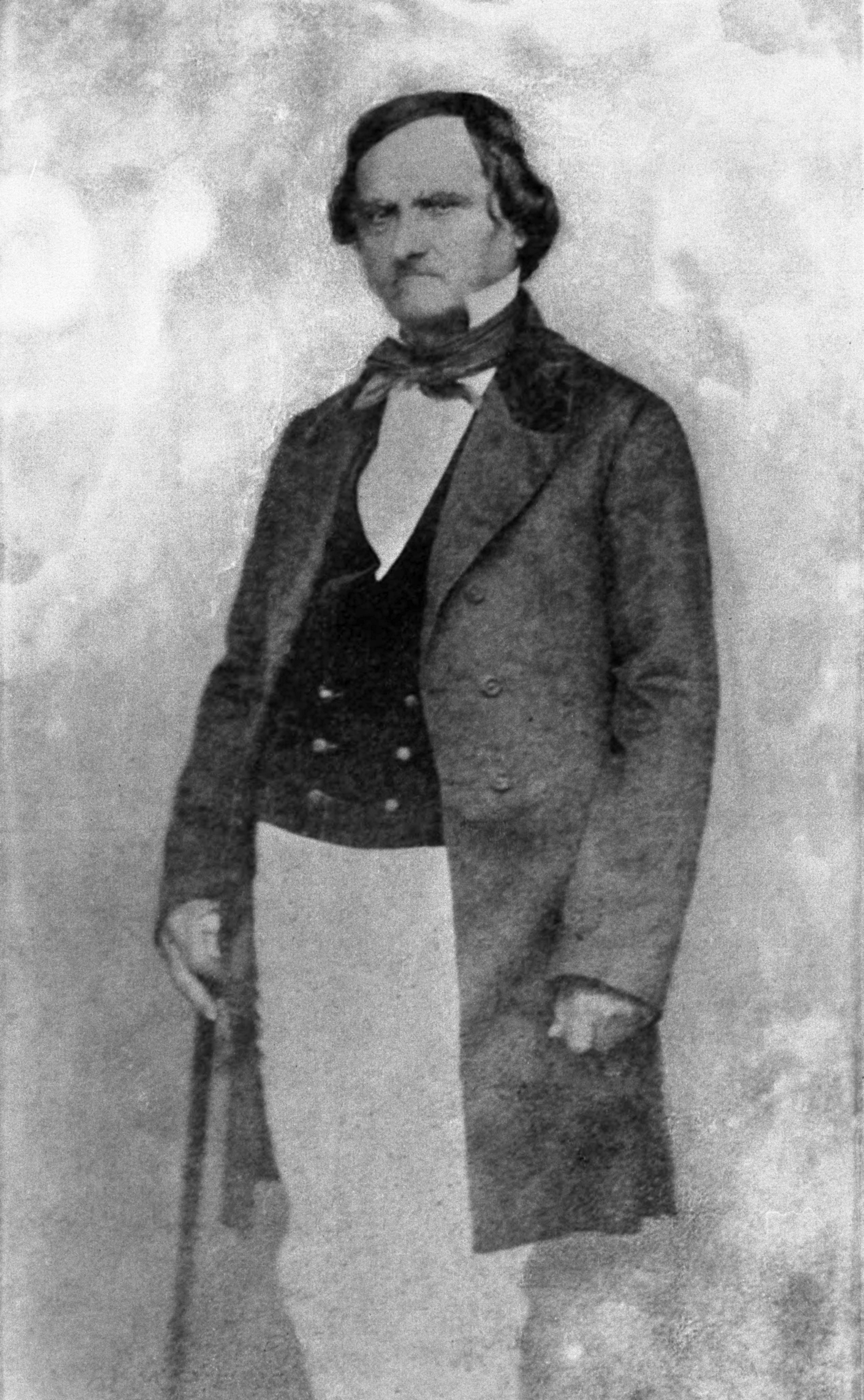
Manuel Requena

Manuel Requena (* 1802 in Campieto, Mexiko; † 1876) war ein US-amerikanischer Politiker mexikanischer Herkunft. Im Jahr 1856 war er für kurze Zeit kommissarischer Bürgermeister der Stadt Los Angeles in Kalifornien.

## Werdegang
Manuel Requena wuchs in seinem Geburtsort Campieto auf und wurde ein erfolgreicher Händler. Seit 1834 lebte er im damals mexikanischen Los Angeles, das zu jener Zeit ein kleines Dorf war. Auch hier war er ein wohlhabender Geschäftsmann. Bald wurde er auch als Lokalpolitiker unter der mexikanischen Verwaltung tätig. In den Jahren 1844 und 1845 übte er das Amt des Alcalde von Los Angeles aus, das in etwa dem eines Bürgermeisters entsprach. Nach dem Mexikanisch-Amerikanischen Krieg und dem Übergang Kaliforniens an die Vereinigten Staaten wurde Requena zwischen 1850 und 1854 Mitglied im Stadtrat von Los Angeles. Im Jahr 1856 saß er erneut in diesem Gremium und war dessen Vorsitzender. 1852 gehörte er dem Bezirksrat im Los Angeles County an.
Nach dem am 22. September 1856 erfolgten Rücktritt von Bürgermeister Stephen Foster wurde er bis zum Amtsantritt des nachgewählten John G. Nichols kommissarisch mit der Amtsführung betraut. Dieses Mandat ging bis zum 4. Oktober 1856, also etwas mehr als zwei Wochen. Nach dem Ende seiner kurzen Amtszeit verliert sich seine Spur. Es wird in den Quellen nur noch erwähnt, dass er im Jahr 1876 verstarb.